# Schindlerider
Schindlerider (Schindleria) är ett släkte av fiskar. Schindleria ingår i familjen Schindleriidae.
Arterna förekommer i olika havsområden. Vuxna exemplar har flera kännetecken kvar som är typiska för ungdjur (neoteni). Den maximala kroppslängden är 2 cm.
Schindleria är enda släktet i familjen Schindleriidae.

## Arter
Arter enligt Catalogue of Life och Fishbase:
- Schindleria brevipinguis
- Schindleria pietschmanni
- Schindleria praematura